# Pentacheles
Pentacheles is een geslacht van kreeftachtigen uit de klasse van de Malacostraca (hogere kreeftachtigen).

## Soorten
- Pentacheles gibbus Alcock, 1894
- Pentacheles laevis Bate, 1878
- Pentacheles obscurus Bate, 1878
- Pentacheles snyderi (Rathbun, 1906)
- Pentacheles validus A. Milne-Edwards, 1880